# Taça de Portugal 1955-1956
La Taça de Portugal 1955-1956 fu la 16ª edizione della Coppa di Portogallo. Il Porto vinse la sua prima Coppa di Portogallo battendo la Torreense 2-0 grazie ad una doppietta di Hernâni.
I campioni dell'edizione precedente del Benfica furono eliminati agli ottavi di finale dal Belenenses.

## Squadre partecipanti
In questa edizione erano presenti tutte le 14 squadre di Primeira Divisão, 14 squadre di Segunda Divisão e il Marítimo come campione di Madera.

### Primeira Divisão

#### 14 squadre
| - Académica - Atlético CP - Barreirense - Belenenses - Benfica | - Braga - Caldas - Covilhã - CUF Barreiro - Lusitano | - Porto - Sporting Lisbona - Torreense - Vitória Setúbal |

### Segunda Divisão

#### 14 squadre
| - Desportivo Beja - Espinho - Estoril Praia - Farense - Montijo | - Leixões - Leões Santarém - Peniche - Portalegrense - Portimonense | - Sanjoanense - Tirsense - União de Montemor - Vianense |

### Altra partecipante
- Marítimo

## Primo turno
|                   | Risultato |                 |
| ----------------- | --------- | --------------- |
| Porto             | 13 - 1    | Portimonense    |
| Vianense          | 7 - 3     | Estoril Praia   |
| União de Montemor | 1 - 3     | Caldas          |
| Torreense         | 2 - 0     | Desportivo Beja |
| Tirsense          | 3 - 2     | Espinho         |
| Sporting Lisbona  | 4 - 3     | CUF Barreiro    |
| Farense           | 0 - 4     | Benfica         |
| Braga             | 5 - 1     | Covilhã         |
| Montijo           | 2 - 4     | Belenenses      |
| Lusitano          | 7 - 0     | Sanjoanense     |
| Leões Santarém    | 4 - 1     | Vitória Setúbal |
| Barreirense       | 7 - 2     | Portalegrense   |
| Atlético CP       | 2 - 1     | Peniche         |
| Académica         | 4 - 0     | Leixões         |

## Secondo turno
|             | Risultato |                  |
| ----------- | --------- | ---------------- |
| Porto       | 2 - 1     | Académica        |
| Torreense   | 1 - 0     | Sporting Lisbona |
| Braga       | 8 - 2     | Vianense         |
| Barreirense | 3 - 1     | Lusitano         |
| Caldas      | 2 - 1     | Tirsense         |
| Belenenses  | 2 - 1     | Benfica          |
| Atlético CP | 2 - 3     | Leões Santarém   |

## Quarti di finale
|             | Risultato |                |
| ----------- | --------- | -------------- |
| Porto       | 5 - 1     | Leões Santarém |
| Torreense   | 2 - 0     | Braga          |
| Barreirense | 1 - 5     | Marítimo       |
| Belenenses  | 3 - 2     | Caldas         |

## Semifinale
|            | Risultato |           |
| ---------- | --------- | --------- |
| Porto      | 1 - 0     | Marítimo  |
| Belenenses | 2 - 3     | Torreense |

## Finale
| Arbitro: | Hermínio Soares (Lisbona) |

|                        |           |  |
| Hernâni 3’, 57’ (rig.) | Marcatori |  |

| Porto | Torreense |

### Formazioni
| Porto           |   |                       |
|                 |   |                       |
| POR             | 1 | Manuel Pinho          |
| DIF             |   | Miguel Arcanjo        |
| DIF             |   | Osvaldo Cambalacho    |
| DIF             |   | Virgílio              |
| CEN             |   | Gastão Gonçalves      |
| CEN             |   | José Maria Pedroto () |
| CEN             |   | Monteiro da Costa     |
| ATT             |   | Carlos Duarte         |
| ATT             |   | Fernando Perdigão     |
| ATT             |   | Jaburú                |
| ATT             |   | Hernâni               |
| Sostituiti:     |   |                       |
| Allenatore:     |   |                       |
| Dorival Knippel |   |                       |

| Torreense       |   |                   |
|                 |   |                   |
| POR             | 1 | António Gama      |
| DIF             |   | Joaquim Fernandes |
| DIF             |   | Amílar Silva ()   |
| CEN             |   | António Bernardo  |
| CEN             |   | Américo Belen     |
| CEN             |   | Juan Forneri      |
| CEN             |   | Carlos Alberto    |
| CEN             |   | José da Costa     |
| ATT             |   | João Mendonça     |
| ATT             |   | Fernando Mendonça |
| ATT             |   | José Gonçalves    |
| Sostituiti:     |   |                   |
| Allenatore:     |   |                   |
| Oscar Tellechea |   |                   |